# مانوئل پالایولوگوس
مانوئل پالایولوگوس (به انگلیسی: Manuel Palaiologos) (زاده ۱۴۵۵، درگذشته ۱۵۱۲ میلادی) کوچک‌ترین فرزند توماس پالایولوگوس و کاترین زکریا بود. او برادر دوژوره، اندرو پالایولوگوس امپراتور روم شرقی و زویی پالایولوگوس، دوک بانوی مسکو بود. او همچنین برادرزاده ژان هشتم پالایولوگوس و کنستانتین یازدهم است.
او پس از سقوط قسطنطنیه (در ۲۹ می ۱۴۵۳) متولد شد و در زمان کودکی به پلوپونز رفت و پس از چند نقل مکان دیگر سرانجام در رم اقامت گزید. مانوئل در دوران حکومت بایزید دوم به قسطنطنیه بازگشت و تلاش‌هایی را برای احیای حکومت روم شرقی انجام داد، اما این تلاش‌ها بی‌سرانجام بود. او سرانجام در سال ۱۵۱۲ میلادی از دنیا رفت.